# Takehide Nakatani
Takehide Nakatani (jap. 中谷雄英 Nakatani Takehide; ur. 9 lipca 1941 w Hiroszimie) – japoński judoka, mistrz olimpijski z Tokio w kategorii do 68 kilogramów.
Na mistrzostwach świata zdobył jeden medal: brązowy w Salt Lake City (1967).